# Gran Guerra Turca
La Gran Guerra Turca (en alemany: Der Große Türkenkrieg; en turc: Kutsal İttifak Savaşları) és el nom pel qual es coneixen els conflictes que van enfrontar a l'Imperi Otomà i els seus aliats els tàrtars de Crimea durant gran part del segle xvii contra el Sacre Imperi Romanogermànic, la Confederació de Polònia i Lituània, la República de Venècia i el Tsarat Rus. Aquestes diferents guerres, agrupades sota el nom de Gran Guerra Turca, foren degudes al restabliment del poder otomà i signifiquen l'últim intent dels turcs d'estendre's per Europa. Es poden diferenciar dues fases: en la primera (des 1645-1683) els otomans i els seus aliats atacaren successivament i per separat els diferents estats cristians. A la segona fase (1684-1699) els regnes cristians s'uniren format la Santa Lliga. Finalment les conquestes cristianes obligaren als otomans a signar el Tractat de Karlowitz que marcà l'inici del replegament otomà als Balcans.

## Antecedents
La caiguda de Constantinoble en 1453 va causar una gran commoció a Occident, car es creia que era el principi de la fi del cristianisme i el sultà otomà Mehmet II va preparar una ofensiva per sotmetre el Regne d'Hongria però no va poder prendre la ciutat de Belgrad però Sèrbia i Bòsnia quedaren absorbides dins l'Imperi Otomà, i Valàquia el Kanat de Crimea i Moldàvia foren simplement convertits en estats vassalls. El temor d'una amenaça otomana sobre Itàlia i els territoris venecians de l'Egeu va propiciar un acord entre Milà i la República de Venècia, que va acabar amb la pau de Lodi el 1454, a la qual després es van adherir Florència i Nàpols. Es van arribar a iniciar converses per formar una nova creuada que alliberés Constantinoble, però cap estat va voler cedir tropes.
Les conquestes otomanes a Europa van obtenir guanys significatius amb una victòria decisiva a la batalla de Mohács en 1526, que va fer que una tercera part del Regne d'Hongria quedés en mans otomanes, però Viena fou alliberada del setge turc per Carles V del Sacre Imperi Romanogermànic el 1529. A mitjans del segle xvii, la dinastia dels Köprülü havia guerrejat contra una cansada Venècia i havia penetrat en les extenses regions de l'orient europeu, però la batalla de Lepant havia detingut l'avanç turc per la Mediterrània el 1571.

## Atac otomà 1645-1683

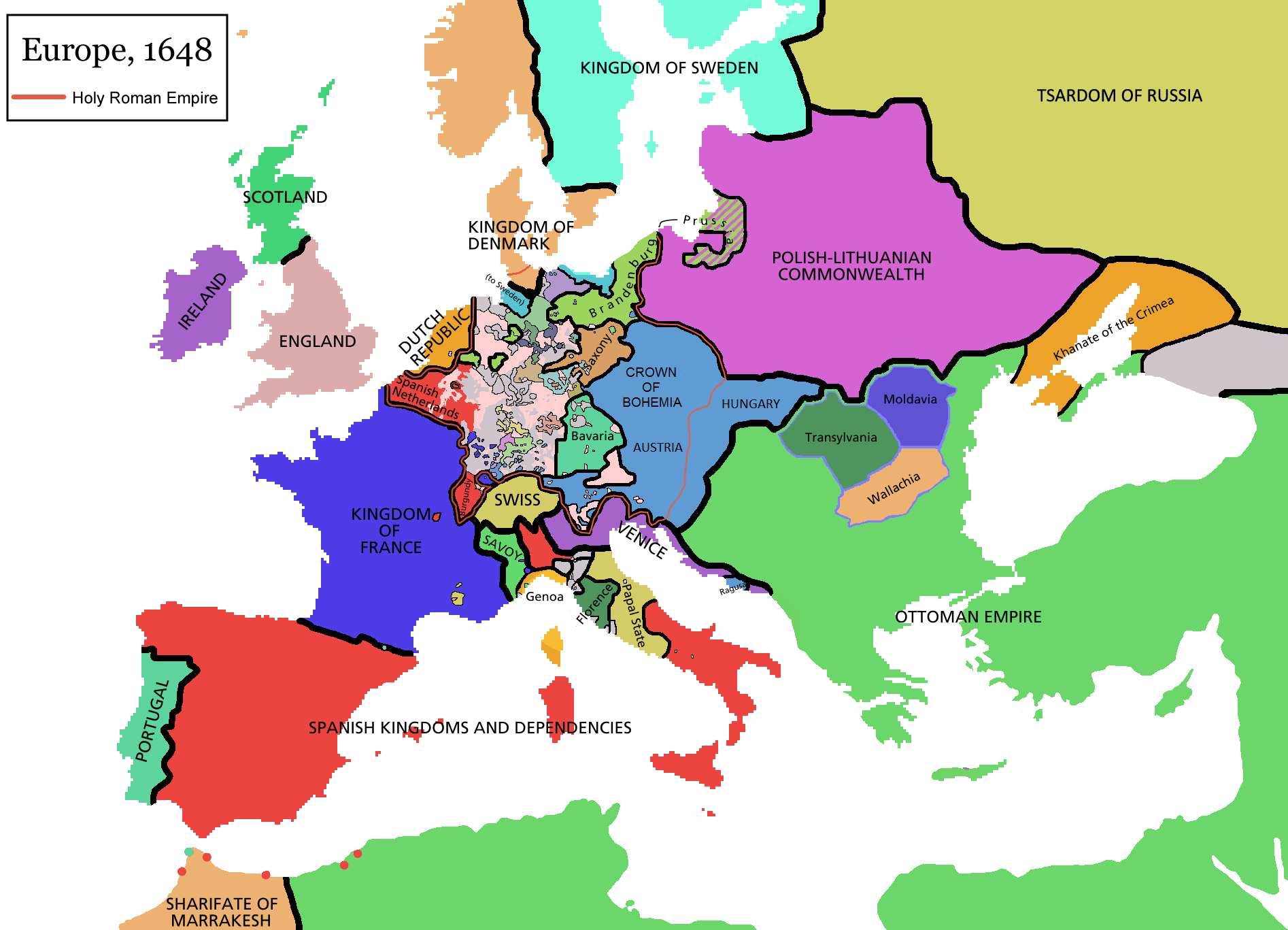
Mapa d'Europa després del Tractat de Westfàlia (s'inclou alguna frontera derivada del Tractat dels Pirineus de 1659)

La Pau de Westfàlia en 1648 va deixar l'Imperi Austríac com a única possessió ferma de la Casa dels Habsburg al centre d'Europa, i els otomans assetjaven la capital imperial del Sacre Imperi.
Transsilvània havia escapat de la conquesta d'Otomana durant la invasió d'Hongria i va retenir la seva autonomia política i religiosa, encara que havia de reconèixer la sobirania turca i pagar tribut a l'Imperi Otomà. El 1658, el príncep de Transsilvània Jordi Rákóczi II va envair Polònia amb els seus aliats suecs en la Segona Guerra Del nord. Després d'èxit inicial, va ser derrotat pels polonesos i es va haver de replegar. Els otomans, en conèixer les activitats del seu vassall transsilvà, li van declarar la guerra. Va ser el Gran Visir Köprülü Mehmet Paixà qui va derrotar Rákóczy i va conquerir Transsilvània, i el nou príncep transsilvà, János Kemény, va fugir a Viena, buscant suport austríac.
En 1663, els otomans van endegar la invasió d'Àustria, Nové Zámky, al sud de l'actual Eslovàquia, va ser conquerida i es va convertir en el centre de la província otomana de l'eyalet Uyvar. Turcs i Tàrtars van travessar el Danubi el 1663, envaint Eslovàquia, Moràvia, i Silèsia. La campanya finalitzà en la Batalla de Sant Gotard, guanyada pels cristians, sobretot a través de l'atac de 6.000 soldats francesos dirigits per La Feuillade i Coligny. Els austríacs no van poder donar continuïtat a aquesta victòria i van haver de signar la pau de Vasvár favorable als otomans a causa de la intervenció de les forces franceses en el Rin, en aquestes circumstàncies, els aliats protestants dels Habsburg catòlics, que havien demostrat ser poc fiables, volien, en comptes de tenir als austríacs com a aliats, lluitar contra els francesos en una coalició alemanya.
Els otomans van girar la seva atenció al nord de nou en contra de la Confederació de Polònia i Lituània. En aquell moment, el Regne lituano-polonès es trobava en un estat lamentable: el Sejm havia dividit les lleialtats i el tresor estava en fallida. Per tant, és notori destacar que Joan III Sobieski del polonesos aconseguís una decisiva victòria contra els otomans en la segona batalla de Khotyn. Inquiets, els otomans haurien de tenir encara una altra oportunitat en 1682, quan el Gran Visir marxava amb un gran exèrcit a Hongria i Viena, com a resposta a les incursions dels Habsburg en l'Hongria controlada pels otomans.
El 1669 l'hetman cosac Petro Doroxenko va permetre que la riba dreta d'Ucraïna, que formava part de la Confederació de Polònia i Lituània, s'incorporés a l'Imperi Otomà i va ser envaïda pels otomans el 1672 en ajut dels cosacs, i després d'haver capturat i devastat la regió de Podíl·lia en el transcurs de la guerra el govern otomà es va esforçar per estendre el seu domini a tota la Marge dret d'Ucraïna amb el suport del seu vassall. La política pro-turca de Doroxenko va causar descontentament entre molts cosacs ucraïnesos, que elegirien Ivan Samoilovich, Hetman del Marge esquerre d'Ucraïna) com a únic Hetman de tota Ucraïna el 1674.
Després de fracassar el 1677, el juliol de 1678 l'exèrcit turc del Gran Visir Kara Mustafa Paixà amb l'exèrcit tàtar de Crimea van assetjar Chyhyryn una vegada més. que va caure l'11 d'agost i l'exèrcit rus es va retirar més enllà del Dnièper, derrotant a l'exèrcit turc perseguidor, que finalment els deixaria en pau. Més tard, els turcs es van apoderar de Kanev i van establir el poder de Iuri Khmelnitsky a la riba dreta d'Ucraïna, però no es van atrevir a anar a Kíev, on estaven les tropes russes. La guerra va acabar amb el tractat de Bakhchisarai.
L'Imperi limitava amb Polònia, l'Imperi dels Habsburg i el tsarat de Rússia tenint el control directe de tot el sud-est d'Europa, i diversos estats lliures com Valàquia, Transsilvània i Moldàvia s'havien convertit en vassalls de l'Imperi. Creta, Xipre i altres illes mediterrànies d'importància estratègica també havien estat preses a la República de Venecia.
Uns 150.000 soldats otomans, al comandament del visir Kara Mustafà, pretengueren conquerir Viena com a porta de la conquesta de tota l'Europa Central mentre l'emperador Leopold I estava distret amb les amenaces de Lluís XIV de França. Els turcs, avançant amb una força aclaparadora, havien reunit el major exèrcit musulmà des dels temps de Saladí, assetjant la ciutat el 16 de juliol, però la seva manca d'artilleria de setge i la ferotge resistència de la ciutat van permetre a Leopold demanar ajut al Papa, qui va fer crides per fer una croada, i el 12 de setembre una coalició de reis i prínceps de nacions cristianes: Joan III Sobieski, rei de Polònia, liderava la coalició, el Marcgravi Lluís Guillem de Baden-Baden, anomenat Türkenlouis (Lluís el Turc), el duc Carles V de Lorena i molts altres prínceps, generals i ministres alemanys, polonesos i austríacs, juntament amb voluntaris italians, van acudir en defensa de Viena bé amb tropes, o només amb aportació monetària. Per contra, Lluís XIV de França, havia donat suport l'atac turc contra el cor d'Europa. Les tropes cristianes tenien la meitat d'efectius que els turcs i pràcticament no comptaven amb artilleria. Amb tot, l'alt comandament turc no considerà les tropes de socors com una amenaça i no ordenà a les seves tropes situar-se en formació de batalla, cosa que costà el cap al general pocs dies després. Aprofitant aquest fet els aliats van llançar una càrrega de cavalleria fulminant sobre les tropes turques. La batalla va ser violentíssima i breu, desenvolupant-se la major part d'ella dins el campament otomà i a les trinxeres. En poques hores els turcs van patir unes 20.000 baixes, fugint una part considerable d'ells. Viena no havia caigut en poder otomà.

## La Santa Lliga (1684-1699)

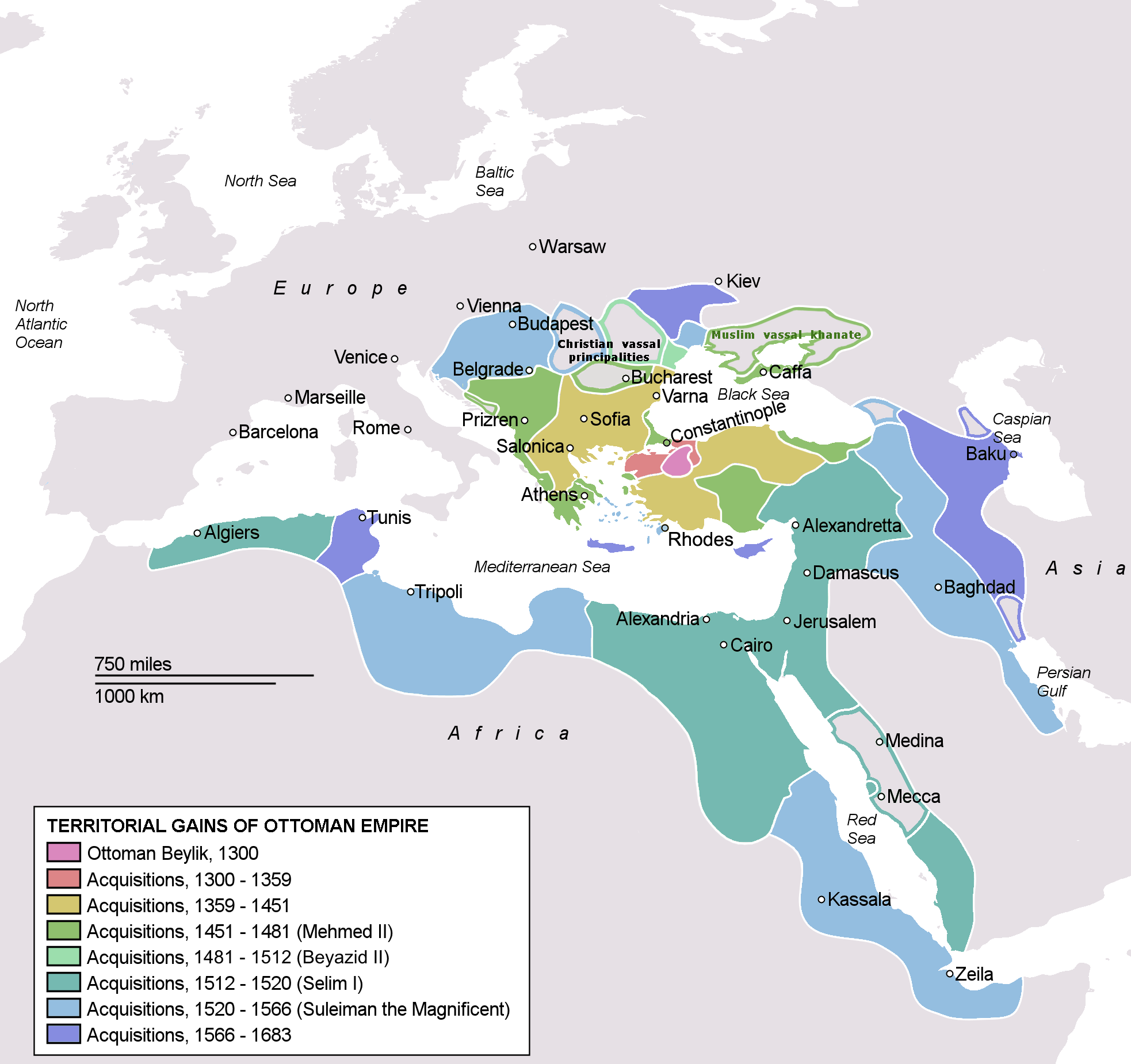
Adquisicions de l'Imperi Otomà fins al 1683

Innocenci XI va convocar una nova Santa Lliga, que va incloure el Sacre Imperi Romanogermànic, al que es va unir la República de Venècia i la Confederació de Polònia i Lituània el 1684 i el tsarat de Rússia el 1686. Joan III Sobieski, després de la seva proposta perquè la Lliga iniciés una ofensiva coordinada important.
Els francesos no es van unir a la Lliga ja que França havia acceptat reviure una aliança franco-otomana el 1673, a canvi que Lluís XIV de França fos reconegut com a protector dels catòlics a l'Imperi otomà, i Lluís XIV va aprofitar l'inici de la guerra per ampliar les fronteres orientals de França a la Guerra de les Reunions, prenent Luxemburg i Estrasburg en el tractat de Ratisbona de 1684.
En 1684 la Confederació de Polònia i Lituània va entrar en la guerra recuperant Podolia tret de la fortalesa de Kàmianets, que quedaria assetjada en 1684 i 1687 i va emprendre una ofensiva força infructuosa a Moldàvia el 1686. Els tàtars otomans atacaren les terres frontereres.
Els otomans van patir una derrota decisiva contra el Sacre Imperi Romanogermànic en la segona batalla de Mohács el 1687. El 1688 Belgrad i la major part de la plana panònica van ser ocupades pels Habsburg, que estaven també en guerra amb els francesos, donant l'oportunitat al nou gran visir va reorganitzar i revigoritzar l'exèrcit otomà. Els francesos van començar a preocupar-se que els seus rivals dels Habsburg es fessin massa poderosos i finalment es tornarien contra França i van envair l'Electorat del Palatinat per assetjar Philippsburg el 27 de setembre de 1688, trencant la treva i desencadenant la Guerra dels Nou Anys, que va alleujar els turcs. Belgrad va ser reconquistada pels otomans el 1690, i el 1691, Joan Sobieski va emprendre una altra expedició a Moldàvia, amb resultats lleugerament millors, però sense victòries decisives, i l'exèrcit dels Habsburg va fracassar en assetjar Belgrad en 1694.
L'exèrcit otomà va operar amb cert èxit a la regió de Timişoara comandat pel sultà Mustafa II, guanyant tres victòries consecutives a la batalla de Lugos en 1695, i la batalla d'Ulaş i la batalla de Cenei en 1696, mentre que el febrer del 1695 els venecians ja havien estat derrotats prop de Quios, i el setembre foren derrotats altre cop. L'octubre Azov fou alliberada del setge rus. L'any següent van aconseguir un nou èxit imposant als imperials l'aixecament del setge de Tamesvár, però no es va poder recuperar cap part del territori perdut i els russos van recuperar Azov (6 d'agost de 1696).
Durant la campanya del 1697 a la reunió del consell de guerra de Belgrad de 15 d'abril de 1697, d'acord amb la majoria d'oficials, el gran visir va ordenar a l'exèrcit anar cap al nord cap al Banat en un nou intent de conquerir Hongria, però al creuar el Tisza (Theiss) prop de Zenta les seves tropes foren sorpreses pels imperials manats pel príncep Eugeni de Savoia que havia arribat a aquest punt per una marxa forçada la nit del 10 a l'11 de setembre, i foren aniquilades amb 20.000 morts i 10.000 ofegats. El sultà va fugir a Temesvár i els geníssers es van revoltar i van matar el gran visir i molts membres del seu estat major. El segell imperial va caure en mans dels imperials i com a conseqüència l'Imperi Otomà va perdre el control sobre el Banat. Eugeni va seguir aquesta gran victòria atacant profundament la Bòsnia otomana. L'última batalla de la campanya va ser la batalla de Podhajce el 1698, on l'hetman polonès Feliks Kazimierz Potocki va derrotar la incursió otomana a la Confederació de Polònia i Lituània. Els turcs romandrien permanentment al sud del riu Danubi, i ja mai més no pogueren amenaçar l'Europa central.

## Conseqüències
L'envergadura de la derrota a Zenta va obligar l'Imperi Otomà a signar el tractat de Karlowitz el 26 de gener de 1699 que marca el final de l'hegemonia turca al sud-est d'Europa. Transsilvània va passar a Àustria però els turcs van conservar el punt estratègic de Temesvár, el rerepaís de Belgrad i posicions a Croàcia i Eslavònia; a Polònia va haver d'abandonar Podòlia i la fortalesa de Kamaniče, que no s'havia rendit i Polònia va renunciar a les seves reclamacions a Moldàvia; entre Turquia i Rússia no es va produir cap acord però el 1701 es va signar a Istanbul una treva de dos anys; Venècia va adquirir la Morea otomana i va conservar Dalmàcia.